# Petrografia
La petrografia è quella branca della petrologia che descrive nel dettaglio le rocce, i loro minerali e le loro tessiture. L'analisi petrografica parte dall'osservazione dell'affioramento, fino ad arrivare all'utilizzo del microscopio. Il microscopio è infatti lo strumento più importante nell'analisi petrografica, perché attraverso lo studio delle sezioni sottili consente di analizzare otticamente i minerali, di vedere le microstrutture della roccia e di capirne la sua origine. Un altro importante strumento è il microscopio elettronico che consente di effettuare un'analisi chimica più dettagliata dei minerali presenti.

## Storia
Per lungo tempo la petrografia è stata considerata una branca della geologia o della mineralogia. Nella seconda metà del secolo XVIII, per esempio, l'osservazione delle rocce serviva solo a fornire argomenti di supporto alle teorie contrapposte del Nettunismo e del Plutonismo.
La petrografia acquistò il carattere di scienza autonoma nella prima metà del XIX secolo, quando lo studio delle rocce si giovò di metodi fisici e chimici. Risalgono infatti al 1820 circa le prime osservazioni al microscopio delle rocce in strati sottili, dovuti al francese Louis Cordier; queste ricerche si approfondirono e si estesero ad opera di William Nicol, l'inventore nel 1828 del famoso prisma polarizzatore Nicol col quale è stato possibile analizzare la luce composta. Un esame più ampio delle rocce fu possibile soltanto attorno al 1850, quando Henry Clifton Sorby ideò l'analisi ottica in sezione sottile delle rocce, permettendo così l'analisi mineralogica dei costituenti delle rocce, soprattutto di quelle magmatiche. Attorno al decennio 1860-1870 ebbe inizio il periodo più fecondo per la petrografia, ad opera delle due scuole, la tedesca (di cui furono fondatori Ferdinand Zirkel e Harry Rosenbusch) e la francese (fondatori Ferdinand André Fouqué e Auguste Michel-Lévy). Già all'inizio del Novecento, pertanto, lo studio delle rocce assunse un aspetto totalitario, ossia fisico-meccanico, ottico e chimico.

## Metodi d'indagine

### Caratteristiche macroscopiche e mesoscopiche
Le caratteristiche macroscopiche, ossia quelle visibili in un campione prelevato sul posto, sono molto varie e veramente difficili da descrivere accuratamente e completamente. Il geologo durante il rilevamento in campagna ha a disposizione per le analisi solo le sue conoscenze e pochi test chimici e fisici. Questi test spesso non sono sufficienti per determinare l'esatta origine della roccia, vengono quindi usati per fornire una prima classificazione della roccia.
Con una piccola bottiglia di acido (HCl) per determinare la presenza di carbonati, una lama per testare la durezza dei minerali e delle rocce e una piccola lente per ingrandire la loro struttura, il geologo difficilmente riesce a definire correttamente il gruppo di appartenenza della roccia. Le specie a grana fine sono spesso inclassificabili con questi strumenti e i minerali più piccoli che compongono le rocce possono essere determinati solo attraverso il microscopio. Durante il rilevamento si riescono comunque ad identificare molte caratteristiche importanti delle rocce: i principali minerali presenti, come le miche, il quarzo ed altri minerali, è inoltre facile identificare la granulometria della roccia e l'eventuale presenza di fossili o di strutture particolari, come le varie forme di fondo.
Vi sono alcune caratteristiche delle rocce che non possono essere viste sul campione raccolto, ma solo con un'osservazione a scala mesoscopica, ossia dell'intero affioramento di roccia. Le principali caratteristiche da osservare sono i rapporti che un determinato litotipo ha con quelli che gli stanno attorno, sopra, sotto e di lato: ad esempio se il contatto con essi è netto oppure un litotipo sfuma con continuità verso un altro oppure i due sono compenetrati uno nell'altro, se il contatto è di natura stratigrafica o tettonica, ecc. Altre osservazioni mesoscopiche riguardano le variazioni di colore, le dimensioni e la natura degli elementi costituenti quando questi sono molto grandi (ad esempio in un deposito glaciale), la presenza di fossili, di particolari tessiture come la fessurazione colonnare dei basalti, la gradazione granulometrica di un'arenaria ecc, la presenza di deformazioni, fratture e di alterazioni chimiche. Si tratta di osservazioni di grande importanza petrologica perché permettono di definire la collocazione spazio-temporale della roccia e il suo ambiente di formazione.

### Caratteristiche microscopiche

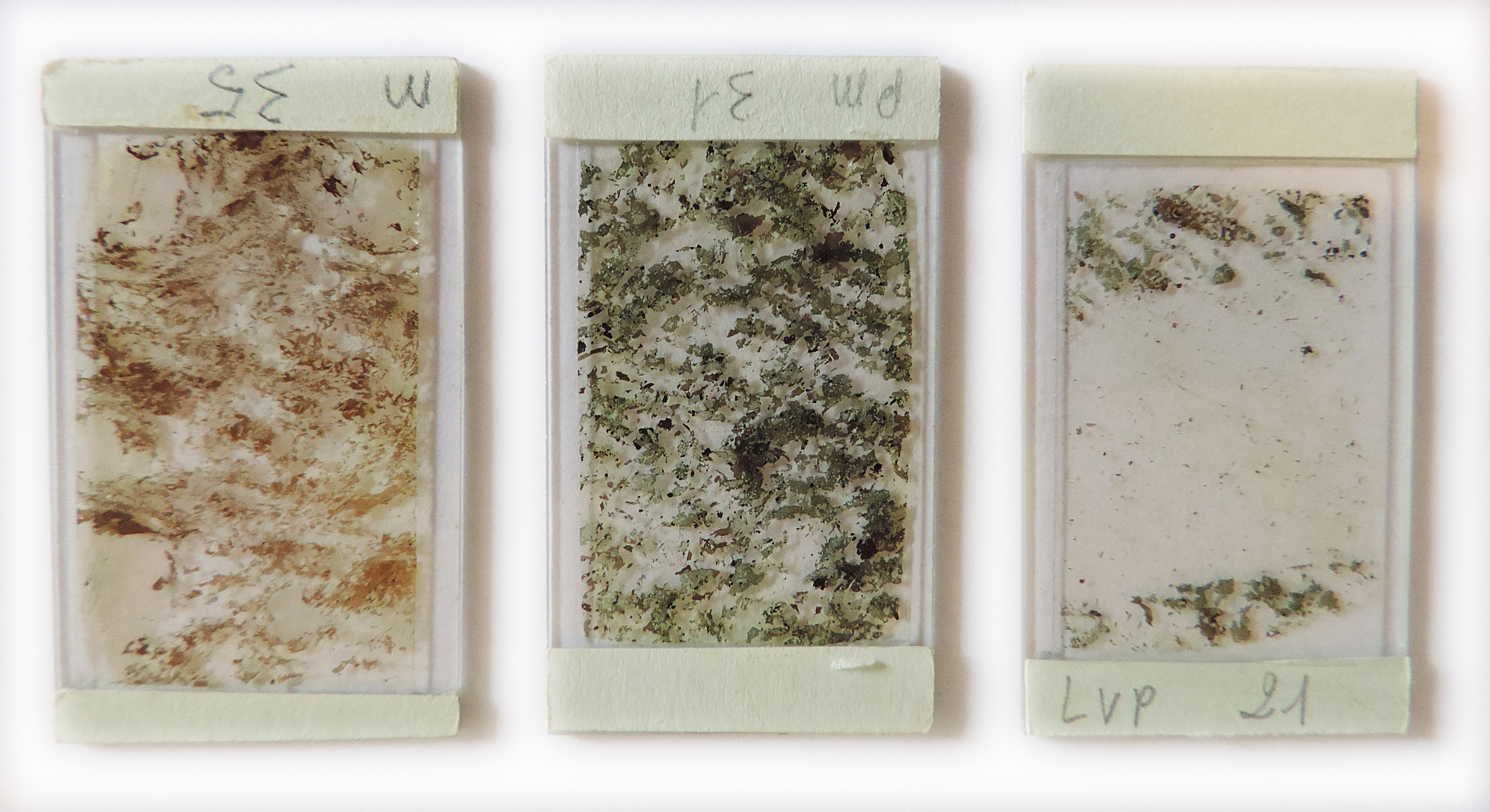
Esempi di sezioni sottili montate su vetrini. La superficie è di circa 4 cm2 e lo spessore di 30 μm

Quando la composizione mineralogica è troppo complessa, o la roccia è a grana così fine da non poterla classificare attraverso l'utilizzo della sola lente d'ingrandimento, viene utilizzato il microscopio polarizzatore (o microscopio da mineralogia). Lo studio avviene attraverso l'utilizzo di sezioni sottili (spessore circa 30 µm) del campione ottenute per taglio con lame circolari diamantate e successivi assottigliamenti per levigazione con abrasivi, ed è rivolto a riconoscere i minerali presenti ed a stimarne la percentuale volumetrica nella roccia (moda).

### Separazioni dei componenti
La separazione dei vari componenti dalla polvere di un campione appositamente sbriciolato è una pratica abbastanza comune. Tramite questa procedura si possono infatti ottenere campioni dei vari minerali su cui effettuare delle analisi. La separazione si può effettuare tramite l'utilizzo di un grosso elettromagnete in cui si possa regolare l'intensità elettromagnetica. Un debole campo magnetico attirerà infatti magnetite, ematite e altri minerali contenenti ferro. All'aumentare del campo magnetico altri silicati contenenti ferro verranno attratti in un ordine ben definito e biotite, enstatite, augite, orneblenda, granati e altri minerali ferro-magnesiaci potranno successivamente essere separati. Alla fine rimarranno solo minerali non magnetici come muscovite, calcite, quarzo e feldspati. Un acido debole è quindi in grado di dissolvere la calcite, lasciando solo dolomite, silicati e quarzo. L'acido fluoridrico è in grado di dissolvere i feldspati prima del quarzo e, adoperato con attenzione, è in grado di dissolvere eventuali vetri vulcanici prima di reagire con altri minerali.
Il metodo di separazione per densità conserva un ampio utilizzo nello studio dei suoli e nelle estrazioni dei minerali utili per l'industria, ma non risulta così utile anche nello studio delle rocce. Per effettuare questa separazione il campione da studiare, preventivamente sminuzzato, viene immerso in un liquido a densità maggiore, che gli consentirà di galleggiare. Si procede quindi con la diluizione progressiva del liquido, al fine di abbassarne la densità. Questo causerà la precipitazione dei minerali che di volta in volta avranno densità maggiore del liquido diluito, ottenendo così a fine processo una separazione meccanica dei vari elementi. Questo metodo, semplice in teoria, è valido soprattutto per la separazione di minerali con densità simili.

### Analisi chimica
In aggiunta all'analisi a occhio nudo e all'analisi al microscopio l'analisi chimica riveste un ruolo importantissimo nell'analisi petrografica. Le polveri separate, ottenute con il metodo appena spiegato, possono quindi essere analizzate così da poter determinare qualitativamente o quantitativamente la composizione chimica dei vari minerali. L'analisi chimica di piccoli frammenti, con l'ausilio del microscopio è un ottimo modo per stabilire la composizione chimica di rocce a grana finissima. L'analisi chimica completa è di primaria importanza nella descrizione di nuove specie. Infatti solitamente l'analisi chimica è di per sé sufficiente per poter classificare correttamente una roccia.

### Densità specifica
La densità specifica di una roccia è normalmente determinata attraverso l'utilizzo di bilancia e picnometro. Essa è maggiore in rocce contenenti molto magnesio, ferro e metalli pesanti, è invece minore in rocce contenenti alcali, silicio e acqua, ed è generalmente maggiore nelle rocce ad elevata cristallizzazione rispetto a rocce con presenza di vetro ed a parità di composizione.